# Bellevue (Frans-Guyana)
Bellevue is een dorp in de gemeente Iracoubo in Frans-Guyana, Frankrijk. Het dorp wordt bewoond door inheemse Kari’na, en bevindt zich ongeveer 8 kilometer ten westen van het hoofddorp van de gemeente.

## Geschiedenis
De Kari’na waren oorspronkelijk semi-nomadisch. Ze woonden oorspronkelijk in Grosse Roche aan het strand bij de Atlantische Oceaan. In de jaren 1950s is het dorp Bellevue aan de N1 gesticht als migratiedorp voor Grosse Roche.
Er is een school in Bellevue. Het dorp heeft een paar winkels, maar is afhankelijk van het hoofddorp Iracoubo. Het recreatiepark Crique Morpio (Morpiokreek) bevindt zich in de buurt van Bellevue en biedt de mogelijkheid van zwemmen, natuurwandelingen en picnics.
In 1997 werd Cécile Kouyouri verkozen als eerste vrouwelijke dorpshoofd van Frans-Guyana, en is anno 2018 nog steeds dorpshoofd. In 1987 werd de mogelijkheid geschapen om Zones van Collectief Gebruik (ZDUC) op te richten. Sinds 2018 heeft Bellevue 1.000 hectare gemene grond voor landbouw, vissen, en jagen.